# Siegmar Elster

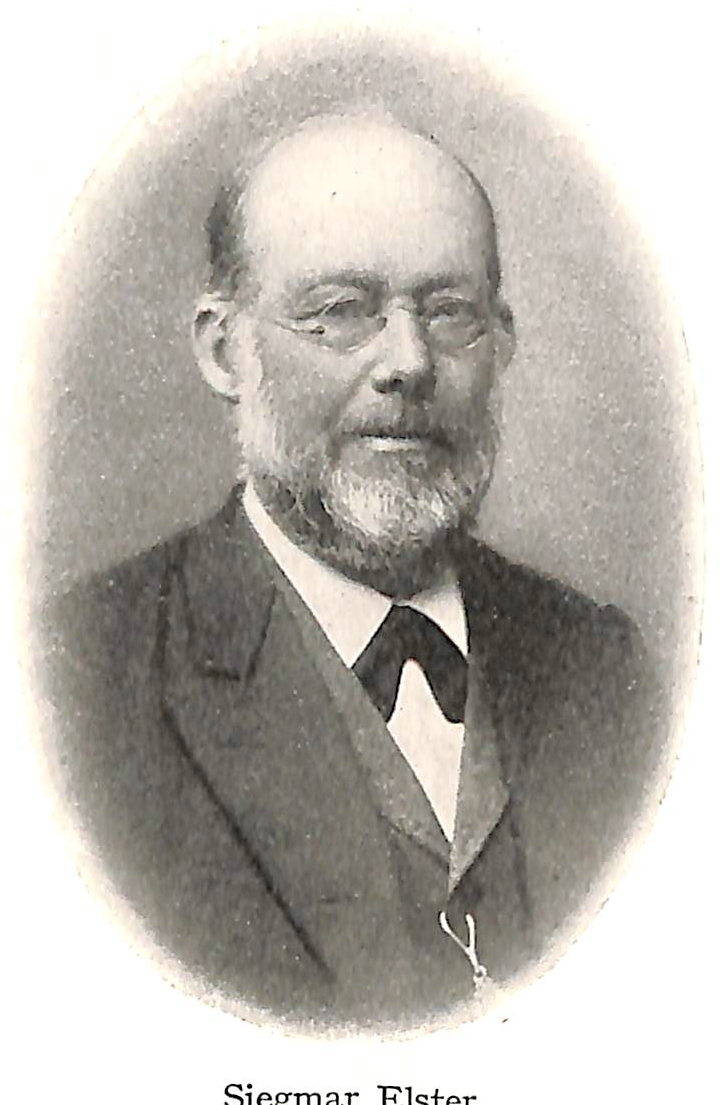
Siegmar Elster

Siegmar Elster (auch Sigmar Elster; * 27. Mai 1823 in Braunschweig; † 21. März 1891) war ein deutscher Ingenieur und Unternehmer.

## Leben
Siegmar Elster war der Sohn eines Oberlehrers. Er ging in Braunschweig auf ein Gymnasium und arbeitete im Anschluss drei Jahre in Lütticher Maschinenfabriken. Danach ging er zur höheren Gewerbeschule in Braunschweig und beendete seine Ausbildung durch ein anderthalbjähriges Studium am Gewerbeinstitut Berlin. Nach Tätigkeiten in Leipziger und Berliner Gasbetrieben macht er sich 1848 mit der Fertigung von Gasmessgeräten selbständig. In den ersten Jahren war er aber auch als Unterauftragnehmer für Siemens & Halske hinsichtlich der Verlegung von Telegrafenkabeln tätig. 1851 errichtet er eine Werkstatt zur Fertigung von Gasmessgeräten in der Spandauer Straße. 1856 verlegte er die Fabrik an die Neue Königstraße. 1862 begann Elsters Unternehmen mit der Fabrikation von Beleuchtungsmitteln. 1877 gründete er mit einem venezianischen Geschäftspartner ein Unternehmen zur Fertigung von Monumental-Glasmosaiken.
Siegmar Elster war seit 1860 Mitglied des Vereins Deutscher Ingenieure (VDI). Seit 1869 gehörte er dem Verein zur Beförderung des Gewerbefleißes an.
Siegmar Elster war seit 1856 mit Clara, geborene Hoepke, verheiratet, mit der er vier Kinder hatte. Seine Frau, die eine Nichte eines kaufmännischen Mitarbeiters Elsters war, starb nach 16 Jahren Ehe.